# Terámenes

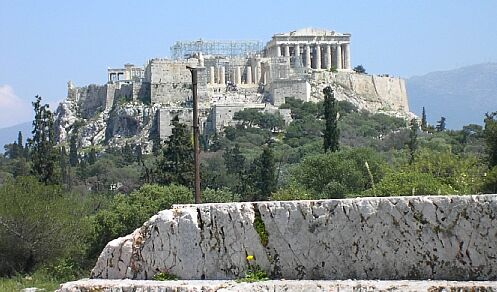
La plataforma de la colina rocosa de Pnyx, en Atenas, en dónde Terámenes y otros políticos se ponían en pie mientras hablaban. Al fondo está la Acrópolis de Atenas.

Terámenes (muerto en 404 a. C., en griego: Θηραμένης) fue un político ateniense, importante en la década final de la guerra del Peloponeso, la llamada guerra de Decelia. Participó activamente en los dos periodos del gobierno oligárquico de Atenas, así como en el juicio de los generales que comandaban la armada ateniense durante la batalla de Arginusas, en 406 a. C.
Hijo de Hagnón, el fundador de Anfípolis y natural del demo (población) de Estiria, fue uno de los principales instigadores del golpe de Estado de los Cuatrocientos, pero dentro del movimiento oligárquico tuvo una tendencia más moderada que otros, que le llevó a ponerse al frente de la corriente que se opuso a los excesos de la oligarquía y dio paso al gobierno de los Cinco Mil.
Tras la victoria en Arginusas (406 a. C.), consiguió librarse de la acusación de no haber prestado auxilio a los náufragos, pero contribuyó a la condena a muerte de los seis estrategos.
Después de la derrota final de Egospótamos, tuvo un papel importante en las negociaciones de la rendición de Atenas y participó en el gobierno oligárquico de los Treinta Tiranos. Pero también en esta ocasión sus tendencias moderadas le distanciaron de sus colegas. Esta vez el resultado fue negativo: se enfrentó a Critias, el radical tío de Platón, y fue condenado a muerte y ajusticiado.
Desde la Antigüedad ha sido objeto de diversas valoraciones. Se le ha culpado por su actitud cambiante (se le llamó «coturno», calzado para ambos pies), pero también se han apreciado su moderación y sus esfuerzos por mantenerse entre los regímenes populares y los excesos de las oligarquías radicales.
Oligarca moderado, a menudo se encontró atrapado entre los demócratas por un lado y la facción extremista de los oligarcas en el otro. Tuvo éxito en sustituir una oligarquía de pocas personas por una más amplia en 411 a. C. pero falló al intentarlo de nuevo en 404 a. C. Fue ejecutado por los extremistas a cuyas políticas se había opuesto.
Terámenes fue una figura central en cuatro grandes episodios de la historia de Atenas. Apareció en escena en 411 a. C. como uno de los líderes del golpe de Estado oligarca, pero cuando empezó a diferir de las ideas de los otros conspiradores, comenzó a oponerse a los nuevos líderes y tomó el mando en la oposición a la nueva oligarquía para reemplazarla por una más amplia. Sirvió como general varios años más después de esto, pero no fue reelegido para el puesto en 407 a. C. Durante la batalla de Arginusas, en la que sirvió como trierarca, se le encargó rescatar a los marineros atenienses de los barcos que se estaban hundiendo, pero se lo impidió una tormenta. Ese incidente desencadenó la furia del pueblo de Atenas, y Terámenes tuvo que defenderse y exonerarse de su responsabilidad en el rescate fallido. La controversia terminó con la ejecución de seis generales que habían dirigido la batalla.
Tras la derrota ateniense en la batalla de Egospótamos en 405 a. C., Terámenes negoció con Esparta los términos de la rendición. Luego se convirtió en un miembro de la nueva oligarquía conocida como los Treinta Tiranos que Esparta había impuesto a su rival. Terámenes volvió a entrar en conflicto con los miembros más extremistas del nuevo gobierno y sus protestas por el reino de terror impuesto llevaron a los oligarcas a planear su destitución. Fue denunciado a la asamblea oligarca y, luego, al ver que dicha institución tenía reparos en castigarle, fue ejecutado sin juicio.
Terámenes siguió siendo una figura controvertida tras su muerte. Lisias le criticó vigorosamente mientras que perseguía a varios de sus antiguos aliados políticos, pero otros defendieron sus acciones. Los modernos historiadores han ido cambiando su postura en el tiempo: en el siglo XIX, Terámenes era condenado casi de forma universal, pero estudios recientes dan opiniones más positivas. Algunos historiadores han visto en Terámenes un oportunista egoísta, y otros un moderado con principios. Los detalles de sus acciones, sus motivaciones, y la naturaleza de su carácter, siguen debatiéndose hoy en día.

## Registro histórico
No se tiene constancia de ninguna biografía antigua de Terámenes, pero su vida y acciones están relativamente bien documentadas, gracias al amplio tratamiento que se da de su figura en varios de los trabajos que nos han llegado. El orador ático Lisias habla detenidamente de Terámenes en varios de sus discursos, aunque de una manera muy hostil. Terámenes también aparece en varias antiguas historias narrativas; el relato de Tucídides incluye los comienzos de la carrera política de Terámenes, y Jenofonte continúa donde Tucídides lo dejó, y narra con detalle algunos episodios de su carrera.
Diodoro Sículo, probablemente tomando su relato en varios puntos del historiador griego Éforo, proporciona otro relato que se aparta considerablemente del de Jenofonte en varios puntos. Terámenes también aparece en varias otras fuentes, que, si bien no proporcionan muchos detalles, han sido usadas para esclarecer las disputas políticas que rodearon la vida de Terámenes y su recuerdo.

## Familia
Solo las líneas generales de la vida de Terámenes fuera de la esfera pública han sido conservadas en el registro histórico. Tanto su padre, Hagnón, como su abuelo paterno, Nicias, habían tenido papeles importantes en la vida pública ateniense en las décadas anteriores de la aparición de Terámenes en escena. La familia era muy rica; Nicias tuvo más de 1000 esclavos trabajando en las minas de plata de Laurión, y distribuía su riqueza pródigamente para ganar el favor del pueblo. Como uno de los políticos líderes de Atenas tras la muerte de Pericles, Nicias había sido el principal defensor de la Paz de Nicias, que terminó con la primera parte de la guerra del Peloponeso, la llamada guerra arquidámica, en 421 a. C., y había sido el comandante supremo de la expedición a Sicilia, muriendo en Siracusa en 413 a. C. poco antes de la derrota desastrosa de esta expedición. Hagnón, comandó el grupo de colonizadores griegos que fundaron Anfípolis en 437-436 a. C., sirvió como general en varias ocasiones antes y durante la guerra del Peloponeso, y como uno de los signatarios de la Paz de Nicias. La carrera de Hagnón coincidió en parte con la de su hijo, ya que fue uno de los diez miembros de la comisión nombrados por el gobierno de los Cuatrocientos para redactar el borrador de una nueva constitución en 411 a. C.

## Golpe de Estado del 411a.C.

### Derrocamiento de la democracia

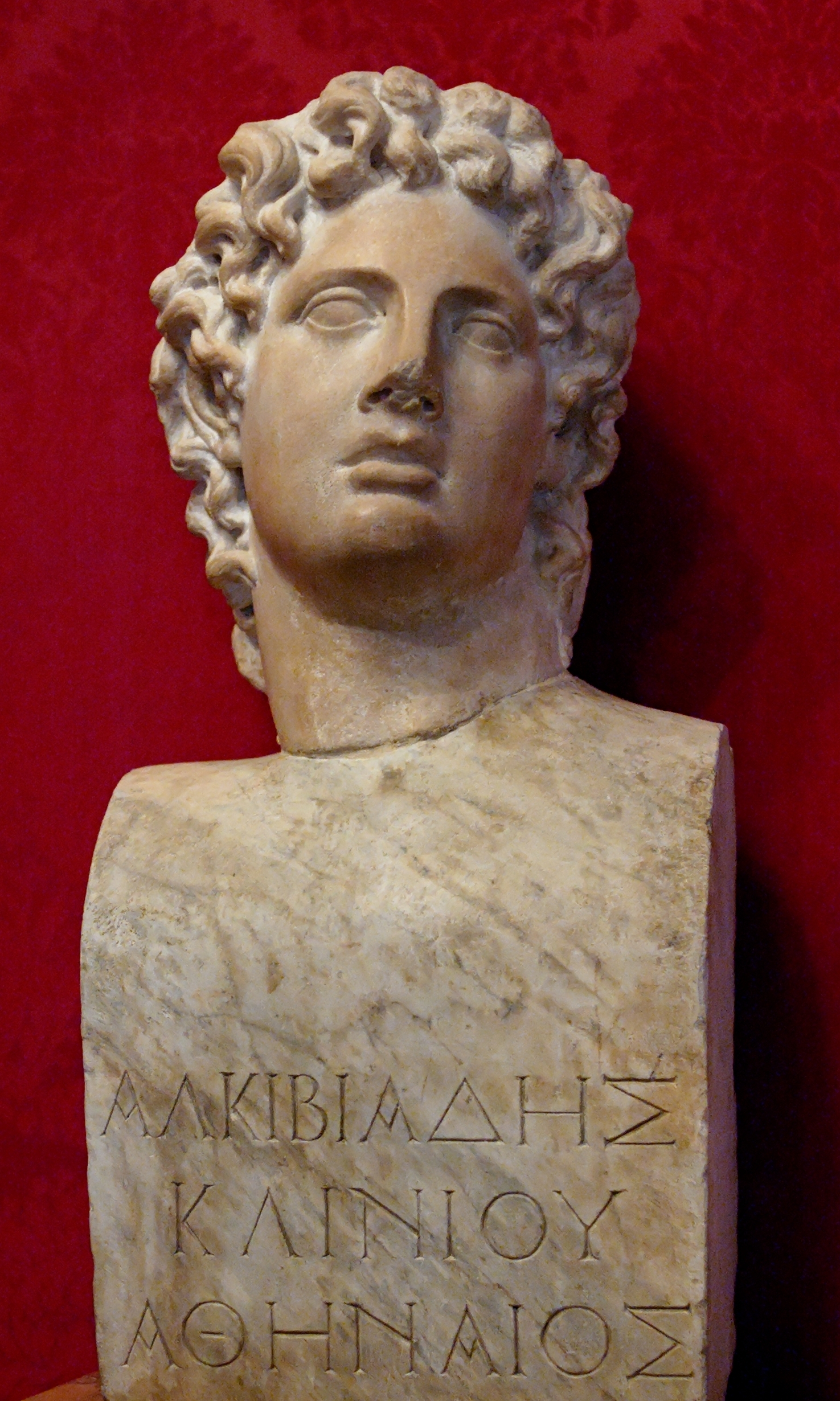
Alcibíades incitó al golpe oligárquico con la promesa de ayuda persa para Atenas si la democracia era derrocada.

La primera aparición en el registro histórico de Terámenes es su participación en el golpe de Estado oligárquico de 411 a. C. Como consecuencia de la derrota ateniense en Sicilia, las revueltas empezaron a estallar entre los estados sometidos a Atenas en el mar Egeo.
En este contexto, un grupo de aristócratas atenienses, liderados por Pisandro y con Terámenes entre sus partidarios, comenzó a conspirar para derrocar al gobierno democrático de la ciudad. Esta intriga fue iniciada por el noble exiliado Alcibíades, quien en ese momento era ayudante del sátrapa persa Tisafernes. Afirmando que tenía gran influencia sobre Tisafernes, Alcibíades prometió regresar a Atenas, llevando ayuda de los persas, con la condición de que la democracia que lo había desterrado fuera reemplazada por una oligarquía. Por lo tanto, varios trierarcas y otros jefes de la flota de Samos empezaron a planear el derrocamiento de la democracia. Enviaron a Pisandro a Atenas, quien con la promesa de que el regreso de Alcibíades y una alianza con los persas serían posibles si los atenienses reemplazaban su democracia por una oligarquía, convenció a la Ekklesía (Asamblea del pueblo ateniense) de que enviara como emisario al mismo Alcibíades, autorizado a hacer cualquier preparativo.
Alcibíades, sin embargo, cuya influencia sobre Tisafernes no era tan grande como había alegado, se percató de que no podría convencer al sátrapa de que se aliara con los atenienses, y para ocultarlo al pueblo ateniense, demandó tal número de concesiones a la Asamblea de Atenas, que fueron  rechazadas.

### Conflicto dentro del movimiento oligárquico
En 411 a. C., Terámenes propuso un gobierno en el que a todos los hombres con estatus de hoplita o más alto les fuera concedido el voto.
En aquel momento, empezaron a desarrollarse algunos conflictos, acontecimientos que amenazaban el futuro del nuevo gobierno de Atenas. Primero, el golpe de Estado planeado en Samos fue frustrado por los esfuerzos de los demócratas samios y un grupo de atenienses a quien confiaron en ayudarles. Cuando el ejército de Samos escuchó las noticias del golpe de Estado en Atenas, que llegó al mismo tiempo que informes exagerados de los ultrajes perpetrados por el nuevo gobierno, declararon su lealtad a la democracia y la hostilidad hacia los nuevos gobernantes. En Atenas, mientras tanto, se produjo una escisión entre los oligarcas moderados y radicales, con Terámenes junto a Aristócrates como jefe de la facción moderada. La facción extremista, liderada por Frínico, contaba con jefes ilustres del golpe de Estado como Pisandro y Antifonte, quien tenía el dominio de los Cuatrocientos, se oponía a ampliar la base de la oligarquía, y estaba dispuesto a pedir la paz con Esparta. Los moderados, por otro lado, aunque no estaban por la labor de solicitar la paz con Esparta, en términos que pudieran mantener el poder de Atenas, estaban dispuestos a sacrificar el Imperio y la flota, y querían ampliar la oligarquía para incluir a 5000 putativos, presumiblemente incluyendo a todos hombres con estatus de hoplita o superior. Aunque Tucídides, en Historia de la guerra del Peloponeso VIII, 89, afirma que los moderados llamaron para el gobierno a los 5000 de entre los moderados, era una simple maniobra de propaganda. Los historiadores modernos están en desacuerdo, señalando el relato de Aristóteles, con la indicación de que los moderados fueron sinceros.
Poco después de obtener el poder, los jefes extremistas de la revolución habían empezado a construir fortificaciones en Eteiona, un punto dominante en la entrada del puerto de El Pireo, para protegerlo de un ataque de la flota de Samos. Con el desacuerdo interno aumentando, unieron estas nuevas fortificaciones a las murallas existentes para formar un reducto defendible contra los ataques por tierra o por mar, que contenía un gran almacén al que los extremistas trasladaron la mayor parte del suministro de cereales de la ciudad. Terámenes protestó enérgicamente contra la construcción de esta fortificación, argumentando que el propósito no era mantener a los demócratas fuera, sino entregarla a los espartanos; Tucídides atestigua que sus cargos no eran insustanciales, ya que los extremistas lo estaban considerando realmente.

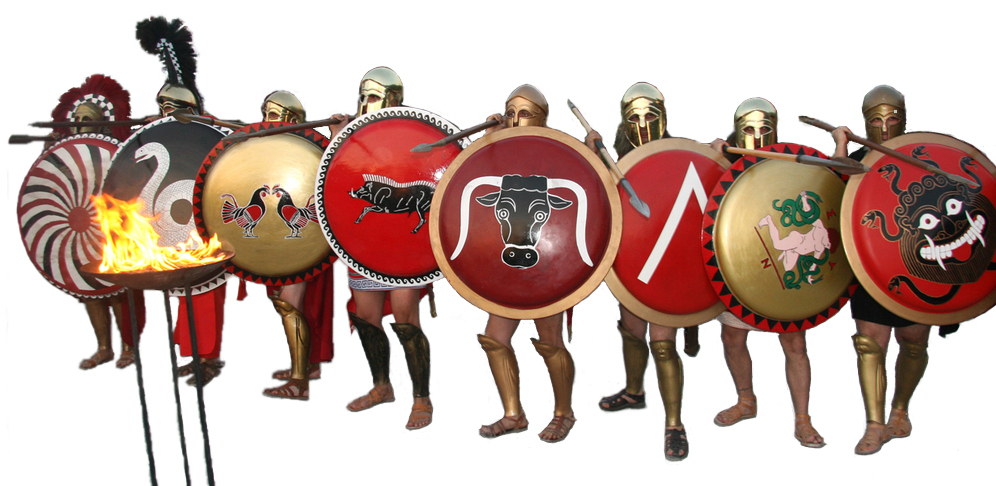
Recreación moderna de hoplitas griegos.

Inicialmente cauteloso (cuando los enemigos del régimen habían sido ejecutados antes), Terámenes y su partido se envalentonaron para realizar varios acciones. Primero, una flota peloponesia, aparentemente enviada para ayudar a las fuerzas antiatenienses de Eubea, fue ascendiendo despacio por la costa del Peloponeso. Terámenes alegó que esta flota estaba planeando capturar las fortificaciones de Eteiona, en colaboración con los extremistas. Segundo, un militar ateniense, actuando aparentemente bajo las órdenes de conspiradores superiores en las filas del gobierno, asesinó a Frínico, el jefe de la facción extremista. Él escapó, pero su cómplice, un argivo fue capturado; el prisionero, bajo tortura, se negó a decir el nombre de su jefe. Con los extremistas incapaces de una acción eficaz en este caso, y con la flota peloponesia invadiendo la isla de Egina (un punto de parada obligada en la aproximación al Pireo), Terámenes y su partido decidieron actuar.  
Aristócrates, que mandaba un regimiento de hoplitas en el Pireo, arrestó al general extremista Alexicles; enfurecidos, los jefes extremistas de los Cuatrocientos exigieron la acción, e hicieron varias amenazas contra Terámenes y su partido. Para su sorpresa, Terámenes se ofreció voluntariamente para conducir una fuerza para rescatar a Alexicles; los jefes de los extremistas accedieron, y Terámenes partió hacia El Pireo, compartiendo su mandato con otro moderado y un extremista, Aristarco. Cuando Terámenes y su fuerza llegaron al Pireo, Aristarco, con rabia, exhortó a los hombres a atacar a los hoplitas que habían asediado a Alexicles. Terámenes también fingió ira pero, cuando los hoplitas le preguntaron si pensaba que la fortificación sobre Eteiona era una buena idea, respondió que si quisieran derribarla, pensaba que estaría bien. Llamando a todos los que querían que los Cinco Mil gobernaran en lugar de los Cuatrocientos, los hoplitas se pusieron a trabajar. Donald Kagan ha sugerido que esta llamada fue probablemente instigada por el partido de Terámenes'. Los hoplitas al derribar la fortificación significaban que preferían una vuelta a la democracia. Varios días después, la flota peloponesia se aproximó al Pireo, pero, al encontrar las fortificaciones destruidas y el puerto bien defendido, navegaron a Eubea. Varios días después, los Cuatrocientos formalmente depusieron y reemplazaron al gobierno de los Cinco Mil; La mayoría de los oligarcas huyeron de la ciudad.
Se ha especulado con que Terámenes fuera partidario de este tipo de «constitución ideal» de los Cinco Mil en los acontecimientos constitucionales de los años 411 a. C. y 404 a. C.

## Al mando

La estrategia ateniense en Cícico.

Bajo el gobierno de los Cinco Mil y bajo la democracia que lo reemplazó en 410 a. C., Terámenes sirvió como general durante varios años, al mando de flotas en el mar Egeo y en el estrecho del Helesponto. Poco después del ascenso del gobierno de los Cinco Mil, Terámenes navegó a dicho estrecho para unirse a Trasíbulo y los generales elegidos por el ejército de Samos. Tras la victoria ateniense en Abidos, tomó treinta trirremes para atacar a los rebeldes de Eubea, que estaban construyendo un camino elevado en Beocia para proveer un acceso desde tierra a su isla. Incapaz de detener la construcción, saqueó el territorio de varias ciudades rebeldes, viajó por el Egeo suprimiendo oligarquías y consiguiendo fondos de varias ciudades para el Imperio ateniense. Llevó entonces su flota al Reino de Macedonia, donde ayudó a su rey Arquelao I en el asedio de Pidna, pero al prolongarse el asedio, navegó para reunirse con Trasíbulo en Tracia. Su flota fue a desafiar a la armada de Míndaro que había asediado la ciudad de Cícico. Terámenes mandaba un ala de la flota ateniense en la batalla de Cícico, y consiguió una decisiva victoria. En esta batalla, Alcibíades (que había sido llamado del exilio por la flota de Samos poco después del golpe) condujo a un señuelo a la flota espartana en mar abierto, mientras Trasíbulo y Terámenes, cada uno al mando de una escuadra, cortaron la retirada a los espartanos. Míndaro fue forzado a huir a una playa cercana, y siguieron fieros enfrentamientos en tierra cuando los atenienses intentaron arrastrar los barcos espartanos. Trasíbulo y Alcibíades mantuvieron a los espartanos ocupados mientras Terámenes se unió a las cercanas fuerzas atenienses y luego se apuraron al rescate; su llegada precipitó una victoria total ateniense, en la que todos los barcos espartanos fueron capturados.  Como consecuencia de esta victoria, los atenienses capturaron Cícico y construyeron un fuerte en Crisópolis, desde el que obtenían un arancel de un décimo de todos los barcos que atravesaban el Bósforo. Terámenes y otro general permanecieron en este fuerte con una flotilla de treinta barcos para supervisar la recogida del arancel.  En Atenas, mientras tanto, el gobierno de los Cinco Mil fue reemplazado por una democracia restaurada unos pocos meses después de esta batalla. Donald Kagan ha sugerido que la ausencia de Terámenes, «el mejor orador de los moderados», preparó el terreno para esta restauración.

## Arginusas
Terámenes permaneció como general en 407 a. C., pero, en ese año, cuando la derrota ateniense en Notio condujo a la caída de Alcibíades y sus aliados políticos, no fue reelegido. El año siguiente, sin embargo, navegó como trierarca en la improvisada flota de ayuda ateniense enviada para ayudar a Conón, quien había sido bloqueado con 40 trirremes en Mitilene por Calicrátidas. Esa fuerza de liberación obtuvo una victoria sorprendente en la batalla de Arginusas, pero como consecuencia de esa batalla Terámenes se encontró en medio de una controversia enorme. Al final de la batalla, los generales al mando de la flota habían conferenciado para decidir sus próximos pasos. Varios insistieron en las urgencias que les incumbían a cada uno; 50 barcos peloponesios bajo Eteónico permanecieron en Mitilene, bloqueando a Conón, y la acción decisiva de los atenienses podía conducir a la destrucción de esa fuerza, pero, al mismo tiempo, tuvieron que ser enviados barcos para recuperar a los marineros de veinticinco trirremes atenienses hundidos o dejados incapacitados en la batalla. Por lo tanto, ocho generales, con la parte más grande de la flota, emprendieron viaje a Mitilene, mientras una fuerza de rescate bajo Trasíbulo y Terámenes —ambos querían ser trierarcas en esta batalla, pues habían servido como generales en campañas previas—, se quedaron retrasados para recoger a los supervivientes y recuperar los cadáveres para el entierro. En este punto, sin embargo, estalló una grave tormenta, y ambos ejércitos fueron empujados a tierra. Eteónico escapó, un gran número de marineros atenienses se ahogaron. Los cálculos aproximados respecto a la cifra precisa alcanza a cerca de 1000, y a no menos de 5000.

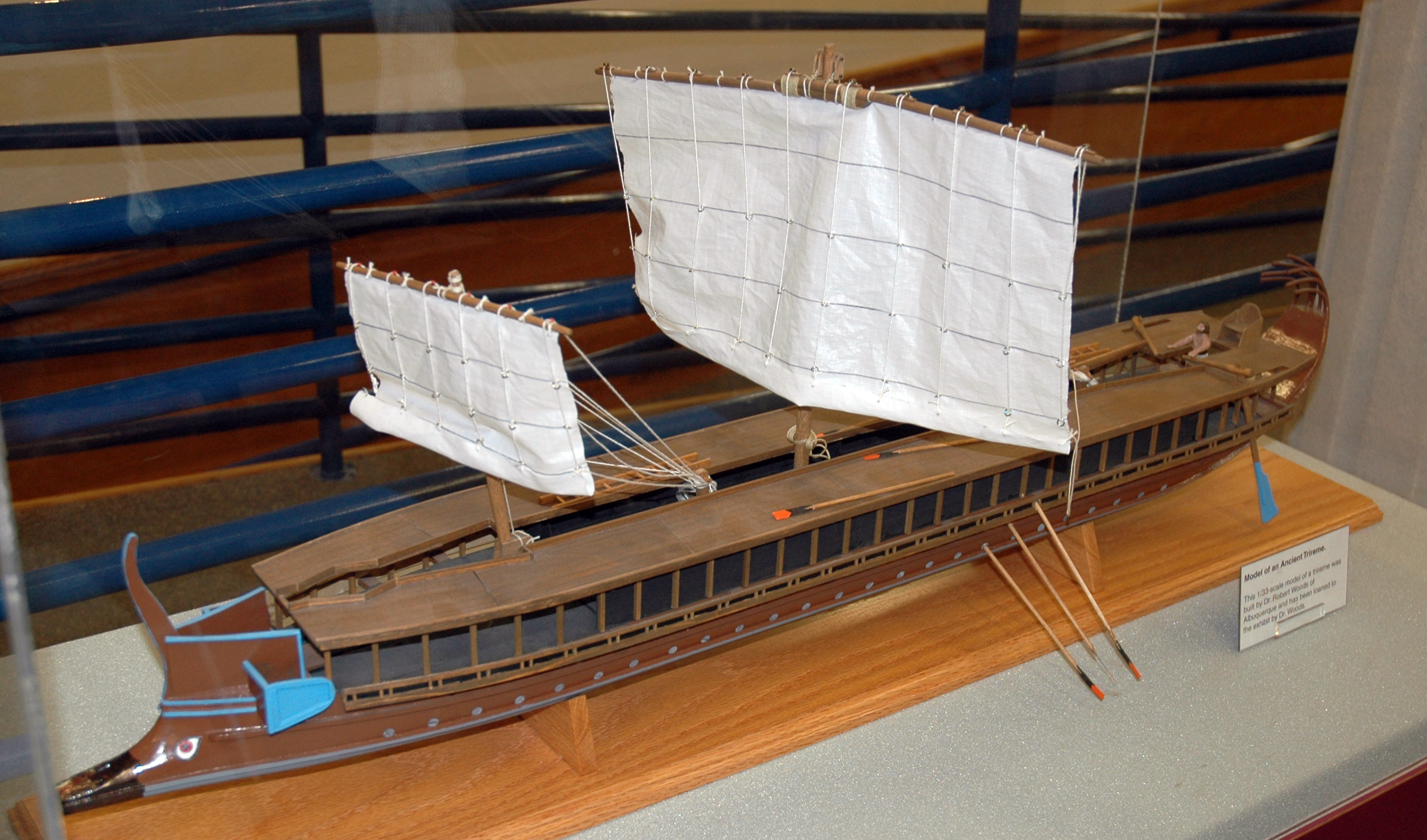
Antigua trirreme griega. 25 trirremes atenienses fueron desarboladas o hundidas en Arginusas, y Terámenes fue enviado a rescatar a los supervivientes.

Poco después de que las noticias de esta tragedia pública llegaran a Atenas, una controversia enorme estalló sobre la atribución de la culpa por la chapuza de rescate. La gente estaba furiosa por la pérdida de tantos marineros, y por el fracaso de recuperar los cuerpos de los muertos para su entierro, y los generales sospechaban que Trasíbulo y Terámenes, que ya habían regresado a Atenas, podrían haber sido responsables de azuzar a la Asamblea contra ellos, y escribieron cartas a la gente que denunciaban a los dos trierarcas como responsables del rescate fallido. Trasíbulo y Terámenes fueron llamados ante la Asamblea para defender su comportamiento; en su defensa, Terámenes presentó una carta de los generales en la cual culpaban solo a la tormenta del percance. Los trierarcas fueron exonerados, y la cólera pública ahora se volvió contra los generales. Los ocho fueron depuestos de su cargo, y llamados a Atenas para someterse a juicio. Dos huyeron, pero seis regresaron como ordenaron para afrontar los cargos contra ellos.
Diodoro apunta que los generales cometieron un error crítico intentando culpar a Terámenes. "Porque," manifiesta, "aunque ellos podían haber obtenido la ayuda de Terámenes y sus socios en el juicio, ambos hombres eran oradores capaces y tenían muchos amigos y, los más importante de todo, habían sido partícipes de los hechos relativos a la batalla, los tenían, sin embargo, como adversarios y acusadores." Cuando llegó el juicio, los numerosos aliados políticos de Terámenes estaban entre los jefes de la facción que pedían su condena. Se sucedieron una serie amarga de debates y procedimientos judiciales cuando la Asamblea discutió sobre qué hacía con los generales. Al principio, parecía que podrían ser tratados con clemencia, pero al final demostraciones públicas de duelo de las familias de los difuntos y la agresiva acusación de un político llamado Calixeno decantó la opinión de esta institución. Los seis generales fueron juzgados en grupo y ejecutados. El pueblo ateniense, cuando el pesar y la cólera provocada por el desastre se enfriaron, llegaron a lamentar su acción, y durante miles de años los historiadores y comentaristas han destacado el incidente como quizás el más grande error judicial que el gobierno de la ciudad perpetró alguna vez.

## Negociaciones de paz
En 405 a. C., la flota ateniense fue derrotada y destruida por la flota peloponesia bajo Lisandro en la  batalla de Egospótamos, en el Helesponto. Sin suficientes fondos para construir otra flota, los atenienses solo podían esperar que Lisandro navegara hacia el oeste a través del Egeo hacia su ciudad. Bloqueados por tierra y mar, con sus suministros de alimentos disminuyendo, los atenienses enviaron embajadores al rey espartano Agis, cuyo ejército estaba acampado fuera de sus murallas, ofreciendo unirse a la alianza espartana si les era permitido conservar sus murallas y puerto; Agis, afirmando que no tenía poder de negociar, envió embajadores a Esparta, pero allí les dijeron que, si quisieran la paz realmente, deberían llevar mejores propuestas a los espartanos. Los atenienses fueron inicialmente intransigentes, yendo tan lejos como encarcelar a un hombre que sugirió que demolieran los Muros Largos cuando los espartanos insistieron, pero la realidad de su situación les obligó a que consideraran pronto una solución negociada. En esta situación, Terámenes, en un discurso en la asamblea, pidió que se enviara un embajador a Lisandro (que estaba sitiando Samos) para determinar las intenciones espartanas hacia Atenas; también dijo que había descubierto algo que podía mejorar la situación de los atenienses, aunque declinó compartirlo con los ciudadanos.  Esta petición fue concedida, y Terámenes navegó a Samos para encontrarse con Lisandro; desde allí, fue enviado a Esparta, quizás deteniéndose en Atenas en el camino.  En Esparta, con representantes de todos los aliados de Esparta presentes, Terámenes y sus colegas negociaron los términos de la paz que finalizaba la guerra del Peloponeso; los Muros Largos y las murallas del Pireo fueron demolidos, el tamaño de la flota atenienses fue bruscamente limitado, y la política externa ateniense fue subordinada a la de Esparta; El tratado también estipulaba que los atenienses usaran "la constitución de sus antepasados". Terámenes volvió a Atenas y presentó los resultados de las negociaciones a la asamblea; aunque algunos todavía estaban a favor de aguantar, la mayoría votó aceptar los términos; la guerra del Peloponeso, después de 28 años, había terminado.

## Los Treinta Tiranos
Como consecuencia de la rendición de Atenas, los Muros Largos fueron derribados y las tropas que sitiaban la ciudad regresaron a sus hogares; una guarnición espartana permaneció probablemente en Atenas para supervisar el desmantelamiento de las murallas; Lisandro navegó a Samos para completar el asedio de esta ciudad. Otra cláusula del tratado que había puesto fin a la guerra había permitido a todos los exiliados regresar a Atenas, y estos hombres, muchos de los cuales eran agitadores oligárquicos expulsados por la democracia, estaban trabajando duro meses después del tratado. Cinco "superintendentes" fueron nombrados por los miembros de los clubes sociales oligárquicos para planear la transición a una oligarquía. En julio de 404 a. C., pidieron a Lisandro que volviera a Atenas, donde supervisó el cambio de gobierno; un político oligarca, Dracóntides, propuso en el consejo depositar el gobierno en manos de treinta hombres escogidos; Terámenes apoyó esta moción, y, con Lisandro amenazando con castigar a los atenienses por a dejar de desmantelar los muros rápida y suficientemente a menos que lo hicieran, lo pasó a la asamblea. Treinta hombres fueron seleccionados: diez apoyados por los "supervisores", diez elegidos por Terámenes (incluido él mismo), y diez elegidos por Lisandro.
Este gobierno, que pronto fue conocido como los "Treinta Tiranos" por sus excesos y atrocidades, empezó rápidamente a establecer su control sobre la ciudad. Los oligarcas estaban dirigidos por Critias, uno de los "supervisores" y antiguo exiliado, que pidió una guarnición espartana para asegurar su seguridad e inició un reinado de terror, ejecutando a cualquier hombre que pensara podría poseer la suficiente iniciativa para desafiarlos. Esta campaña fue dirigida por Terámenes y los líderes de los Treinta; inicialmente partidario de Critias, Terámenes argumentó que ahora era innecesario ejecutar a hombres que no habían mostrado ninguna señal de desear ningún mal a la oligarquía, tan solo porque habían sido populares bajo la democracia. Esta protesta, sin embargo, fracasó en retrasar el ritmo de las ejecuciones, así que Terámenes argumentó que, si la oligarquía debía, por fuerza, gobernar, debía al menos ampliar su base; temeroso de que Terámenes pudiera dirigir un movimiento popular contra ellos, Critias y los jefes de los Treinta hicieron pública una lista de 3000 hombres que podrían ser asociados al nuevo gobierno. Cuando Terámenes objetó otra vez que este número era bastante pequeño, los jefes organizaron una revista militar para organizar después lo que los ciudadanos habían ordenado para apilar sus armas; con ayuda de la guarnición espartana, los oligarcas confiscaron todas las armas excepto aquellas que pertenecían a los 3000.
Esto, marcó incluso el principio de los excesos más grandes; para pagar los sueldos de la guarnición espartana, Critias y los líderes ordenaron a cada uno de los Treinta arrestar y ejecutar a un meteco y confiscar sus propiedades. Terámenes, protestando que esta acción era peor que los peores excesos de la democracia, rehusó seguir la orden.

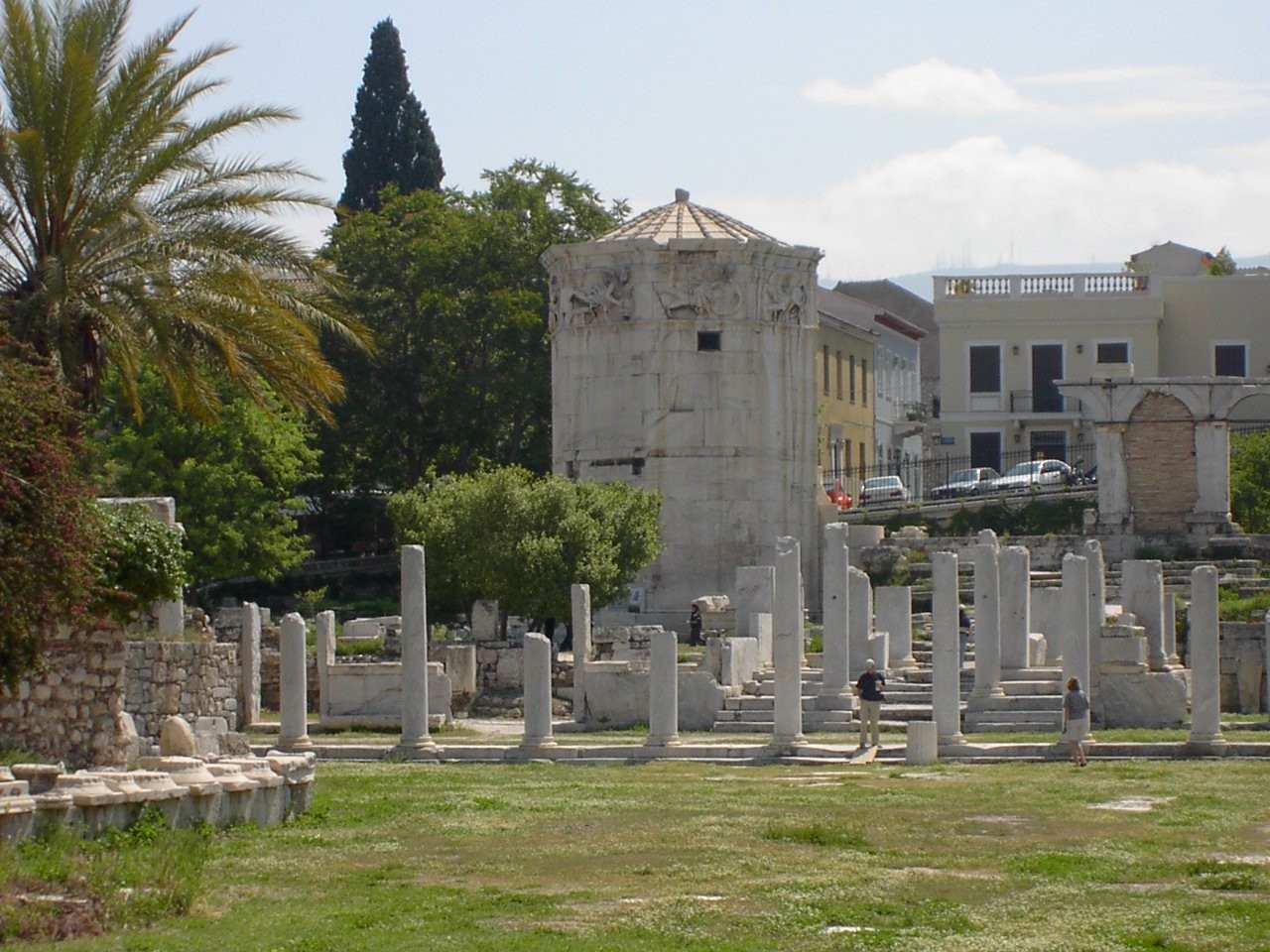
Terámenes fue arrastrado a través del Ágora de Atenas camino de su ejecución.

Critias y sus compatriotas, teniendo en cuenta estos acontecimientos, decidieron que Terámenes se había convertido en una amenaza intolerable para su gobierno; en consecuencia, habló ante la asamblea de los 3000, y Critias denunció a Terámenes como traidor nato, siempre preparado para cambiar sus lealtades políticas según las conveniencias del momento. Fue etiquetado con el apodo de "coturno", el nombre de una bota llevada en el escenario que podía servir para ambos pies; Terámenes, proclamó, estaba preparado para servir a cualquier causa democrática u oligárquica, buscando solo promover su propio interés personal. Terámenes replicó apasionadamente y negó que su política hubiera sido incoherente alguna vez. Insistió, que había preferido siempre una política moderada; ni una democracia extremista ni una oligarquía extremista, y sostenido el ideal de un gobierno compuesto de hombres con al menos estatus de hoplita, que podrían ser utilizados por el estado. Este discurso tuvo un gran efecto sobre la audiencia, y Critias vio que, si hubiera que dirigir el voto, Terámenes debería ser absuelto.
Por lo tanto, después de conferenciar con los Treinta, Critias ordenó a hombres con dagas que bordearan el escenario en frente de la audiencia y luego golpearan el nombre de Terámenes de la lista de los 3000, negándole su derecho a un juicio. Aristóteles da una descripción ligeramente diferente de la sentencia a muerte de Terámenes. Afirma que "Terámenes fue ejecutado después de que Trasíbulo ocupara Filé y afirma que los Treinta introdujeron dos leyes en el Consejo de los 3000, con órdenes de aprobarlas; una era para dar a los Treinta poderes absolutos para ejecutar a cualquier ciudadano que no fuera miembro de la lista de los Tres Mil, y la otra prohibía participar en el gobierno a todos los que habían tomado parte en la demolición del fuerte de Etionía, o habían hecho algo contra Los Cuatrocientos, que habían establecido la anterior oligarquía. En ambos hechos había participado Terámenes, con el resultado de que cuando las leyes habían sido ratificadas se hizo fuera de la constitución y los Treinta tenían autoridad para decretar su muerte." Terámenes, saltando a un altar cercano, reprendió a la asamblea que permitiera su homicidio, pero fue en vano; los Once, guardianes de la prisión, le introdujeron en ella, lo arrastraron, y le obligaron a beber una copa de cicuta. Terámenes, imitando un popular juego de bebida, (el cótabo) en el que el bebedor brindaba por un amante, cuando acabó su copa, tragó el veneno y lanzó los restos al suelo exclamando "A la salud de mi amado Critias!”

## Historiografía

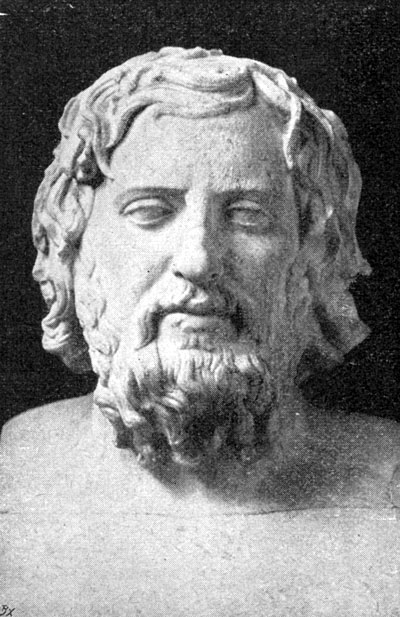
El historiador Jenofonte escribió una descripción mordaz de las acciones de Terámenes después de Arginusas, pero retrató su resistencia a los Treinta Terámenes favorablemente.

Terámenes llevó una vida polémica, y su muerte no terminó con la crítica de sus acciones. En los años posteriores a su muerte, su reputación se convirtió en objeto de controversia cuando sus antiguos colegas hubieron de defenderse ante los fiscales de la restaurada democracia (el régimen de lo Treinta había durado hasta 403 a. C.). Parece que, cuando se defendieron ante los jurados atenienses simpatizantes de la democracia, los compañeros de Terámenes en la oligarquía intentaron exculparse relacionando sus acciones con las de Terámenes y retratándole como un firme defensor de la democracia ateniense; ejemplos de ello se pueden encontrar en la obra de Diodoro Sículo y en el Papiro de Terámenes, una obra fragmentaria descubierta en 1968.  En dos discursos de Lisias, Contra Eratóstenes y Contra Agorato, Terámenes es retratado como traidor y autointeresado, y que con sus maquinaciones hace un tremendo daño a la causa ateniense. Jenofonte, hostil en las primeras partes de su obra hasta donde detuvo su trabajo (Helénicas, II, 3, 10), cambió de opinión y su retrato de Terámenes durante el gobierno de los Treinta Tiranos fue más favorable que el de sus primeros años. Un último retrato es el ofrecido por Aristóteles, quien, en su Constitución de los atenienses, habla de Terámenes como un ciudadano modelo y moderado;  Los historiadores han discutido el origen de este relato, y algunos afirman que es el producto de la propaganda de un moderado partido "terameniano", muestra del interés que Terámenes seguía produciendo en el siglo IV a. C.; mientras que otros, como Philip Harding, no ven evidencias de esta tradición y afirman que el retrato de Aristóteles sobre Terámenes se debe solo a su propia revalorización del político.
Pocas figuras antiguas como Terámenes, han pasado por tan dramáticos cambios de reputación a los ojos de los modernos especialistas, desde el siglo XIX. Antes de dicho siglo, eran ampliamente aceptados los relatos desfavorables de Jenofonte y Lisias, y Terámenes fue execrado como traidor y culpado de instigar a la ejecución de los generales que participaron en Arginusas.  El descubrimiento de la Constitución de los atenienses de Aristóteles, en 1890, dio marcha atrás a esta tendencia, propiciando una amplia revalorización del personaje. Además, el relato del juicio de Arginusas de Diodoro ha sido preferido por los especialistas, sobre todo, desde que Antony Andrewes denostó, en los años 70, el relato de Jenofonte; Diodoro, aunque ignorado en sus momentos más melodramáticos, como en su elaborada presentación de los últimos momentos de Terámenes, es preferido actualmente en varios asuntos, y en el juicio de Arginusas en particular. Aristófanes, en Las ranas, se burla de la habilidad de Terámenes para liberarse de aprietos, pero no se pronuncia sobre los terribles acontecimientos que siguieron a la batalla de Arginusas, de los cuales los eruditos consideran especialmente culpable a Terámenes, y ven una exacta descripción de cómo fue percibido Terámenes en su tiempo; Lisias, que ataca a Terámenes despiadadamente en muchas cosas, no dice nada negativo sobre las consecuencias de Arginusas.
Las últimas obras aceptan a Terámenes como moderado. Donald Kagan ha dicho de él "....toda su carrera revela que era un patriota y un auténtico moderado, sinceramente comprometido con una constitución que concedía el poder a la clase hoplita, tanto en las formas de una democracia limitada como en las de una oligarquía de base amplia"; mientras que John Fine ha apuntado que "como muchas personas que siguen una línea política de centro, fue odiado por los extremistas." La constitución de los Cinco Mil es reconocida como su obra política maestra; dice que su intento de producir un cambio hacia la moderación, en 404 a. C., condujo directamente a su muerte. Esa muerte se hizo famosa y la historia de los momentos finales de Terámenes ha sido repetida una y otra vez durante toda la historiografía clásica. "Porque encontró que su muerte desafiaba a un tirano", John Fine apunta "es fácil idealizar a Terámenes."  Desde su muerte, Terámenes ha sido tanto idealizado como injuriado; sus siete breves años de carrera, en los últimos años de la guerra del Peloponeso, han sido objetos de innumerables y diferentes interpretaciones. Ha surgido una figura compleja de las polémicas obras contemporáneas, que describen su carrera, un personaje que mantuvo un rumbo peligroso a través del caos de la escena política ateniense de finales del siglo V a. C.; aunque los historiadores, de una u otra forma, desde la antigüedad hasta el presente, han ofrecido los más opuestos retratos, quizá solo las líneas generales de su vida política puedan ser conocidas con certeza.